# Lepisosteidae
Los lepisosteidos (Lepisosteidae) son una familia de peces holósteos que comprende dos géneros y siete especies vivientes, tanto de agua dulce como, ocasionalmente, de agua marina, que habitan en aguas del este de Norteamérica, de Centroamérica y del  Caribe. Son comúnmente llamados pejelagartos, catanes o manjuaríes.

## Etimología
Lepisosteus viene del griego lepis: ‘escama’, y osteon: ‘hueso’. Atractosteus viene (también) del griego atraktos: ‘flecha’, y osteon: ‘hueso’.

## Introducción

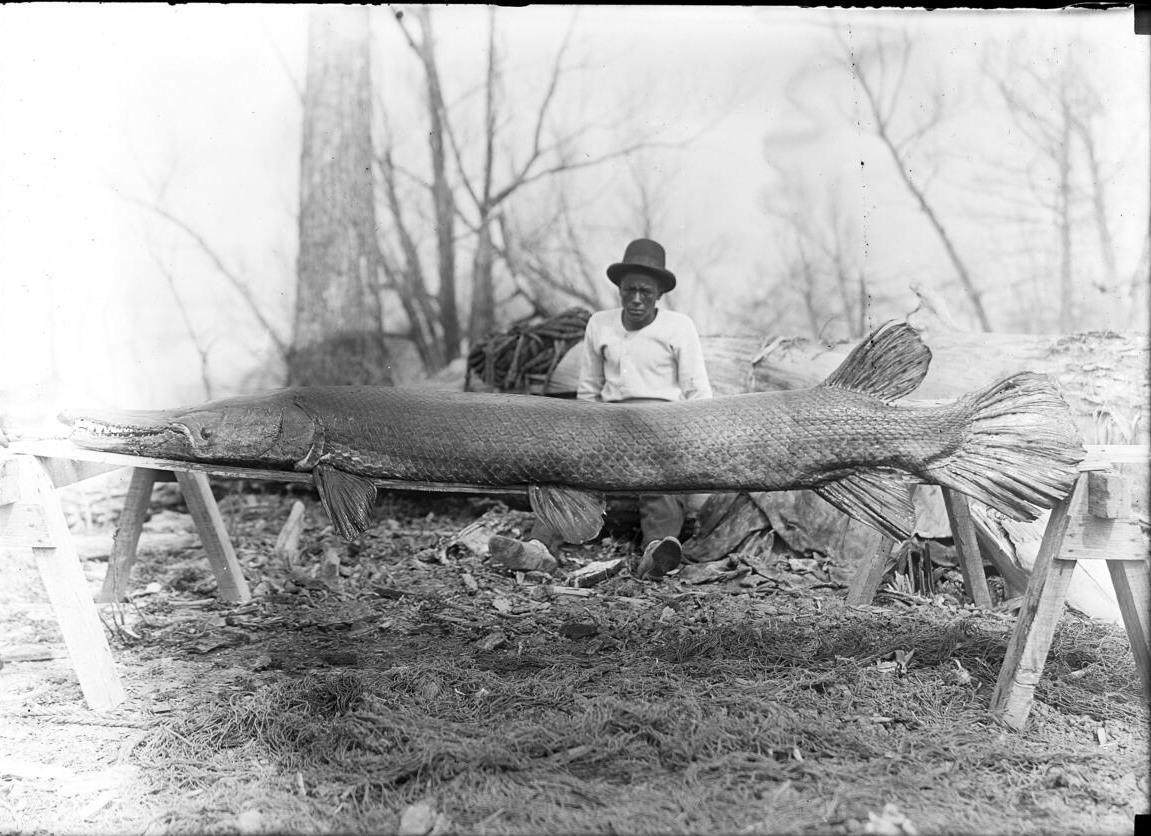
Fotografía histórica de 1910, muestra un ejemplar gigante de Atractosteus spatula atrapado en el lago Luna de la cuenca del río Misisipi.

Antiguamente denominados como “Semionotiformes”, los lepisosteiformes son un pequeño y primitivo grupo de peces, dividido en dos géneros y siete especies vivas emplazadas en una sola familia; Lepisosteidae. Los lepisosteiformes o pejelagartos, catanes, manjuaríes, gaspares o gares, como se les nombra coloquialmente (Reséndez-Medina y Salvadores-Baledón 1983, Bussing 1998, Miller et al. 2005), son peces dulceacuícolas y estuarinos que han habitado la Tierra desde la Era Mesozoica (Willey 1976). Tienen un registro fósil extenso que se remonta al período Cretácico (hace aproximadamente 145 millones de años) en varios yacimientos fósiles se han encontrado ejemplos de los ancestros de los lepisosteiformes.

## Distribución
Los lepisosteiformes son miembros de un anciano orden de peces “primitivos” con espinas. Hay registros fósiles de Lepisosteidos en Europa, Asia y América, pero solo en el continente Americano existen especies vivientes. Esto sugiere que en tiempos pasados estos peces tenían una distribución mucho más amplia comparándola con la actual.
Se les considera los peces con huesos más primitivos de agua dulce y los más estrechamente relacionados con los Amiiformes, otro orden arcaico de peces solo hallado en Norteamérica.
A la fecha, hay siete especies descritas, mismas que tienen una distribución limitada a la costa del océano Atlántico, Golfo de México y Mar Caribe. En el este de Norteamérica están distribuidas cinco especies desde el sur de Canadá hasta el norte de México (A. spatula, L. oculatus, L. platostomus, L. osseus, L. platyrhincus), A. tristoechus en la isla de Cuba y solo el pejelagarto o gaspar (A. tropicus) se distribuye desde el sureste de México hasta el sur de Costa Rica.

## Anatomía y morfología

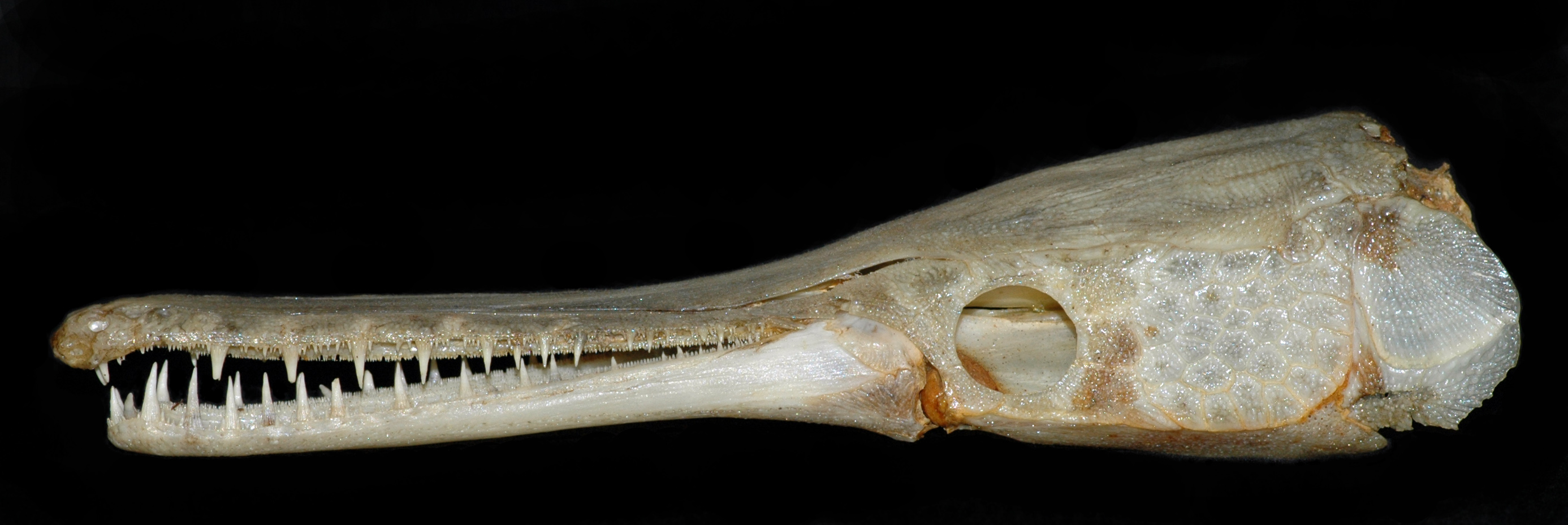
Cráneo de un Lepisosteus platyrhincus. En la imagen se aprecian los distintos huesos que lo integran; debajo de la órbita del ojo se observa el área de la mejilla u opérculo, que cubre y protege a las agallas.

Son peces de cuerpo alargado y más bien cilíndrico, atenuado en los extremos y redondeado. Mismo que esta completamente encerrado en la armadura de escamas ganoideas (que tienen una capa ósea recubierta por otra capa de una sustancia parecida al esmalte), son grandes, gruesas, pesadas, rómbicas y yuxtapuestas (en forma de rombos) y no imbricadas (que no están superpuestas), la mayoría de los cuales están unidas como bisagras por una articulación, esta armadura reduce considerablemente la flexibilidad del cuerpo. En el rostro, las mejillas están cubiertas de numerosas escamas pequeñas similares a placas delgadas. La línea lateral se compone de 50-65 escamas. Destacan particularmente por poseer un hocico alargado y deprimido entre los ojos y su nariz, debido a que la región etmoidal en el cráneo y la mandíbula inferior se encuentran alargadas hasta formar el hocico rodeado de grandes colmillos, con los nostrilos (fosas nasales) en el extremo del hocico en vez de en su base delante de los ojos, como en los peces remo y los peces teleósteos con pico. Esto facilita la identificación de los fósiles, de ahí el elevado número de fósiles de lepisosteiformes conocidos.
Tienen un arco branquial con una “lengua bilobulada”, visualmente es similar a la de las serpientes y ciertos lagartos, solo que aplanada y redondeada. Tienen las aletas pares en posición abdominal y las impares muy retrasadas y próximas a la caudal. Carecen de radios duros u osificados (espinas) en las aletas, por lo que estas solo tienen radios blandos, las aletas dorsal y anal son pequeñas y están insertadas con una marcada inclinación en los extremos dorsal y ventral del cuerpo, son más cercanas a la base de la aleta caudal que a las aletas pélvicas, la aleta caudal es redondeada, asimétrica, semiheterocerca (con el extremo de la columna vertebral hacia arriba), todas las aletas mediales con escamas fulcrales (son un tipo particular de escamas pequeñas de forma espiniforme, que se encuentran en el borde delantero de las aletas dorsal y aleta caudal de muchos peces ganoideos) bordeando el primer radio; las aletas pectorales y pélvicas colocadas por debajo de la porción media de los costados en posición abdominal. Poseen una vejiga natatoria que se comunica con el esófago, misma que es altamente vascularizada, esto significa que su interior está provisto de un gran número de vasos sanguíneos, lo que le permite tener intercambio gaseoso entre el tejido y el aire que llene dicha cavidad, por lo que esta vejiga funciona como si fuera un pseudopulmón, característica que le posibilita respirar en aguas estancadas. Estos peces poseen vértebras estructuralmente muy parecidas a las de los reptiles. Posiblemente sean el único grupo de peces con vértebras de tipo opistocélico (es decir, que su cara frontal es convexa, y la parte trasera es cóncava). Poseen una natación tranquila y lenta habitualmente, pero con una velocidad explosiva en el momento de lanzar un ataque a sus presas.

## Coloración
Las especies comúnmente capturadas en aguas salobres o marismas costeras (con la excepción de Lepisosteus oculatus) generalmente poseen una coloración marrón claro a oscuro por encima en el dorso, bajando gradualmente a color marrón claro a casi blanco en el vientre, aletas visto a menudo punteadas en tonos negro a verde oscuro. Se pueden encontrar en la mitad posterior del cuerpo algunos puntos oscuros de pigmento (pero en Lepisosteus osseus es muy variable y puede mostrar muchos puntos o ninguno); Lepisosteus oculatus difiere en que tiene grandes manchas marrones en el cuerpo y la parte superior de la cabeza.

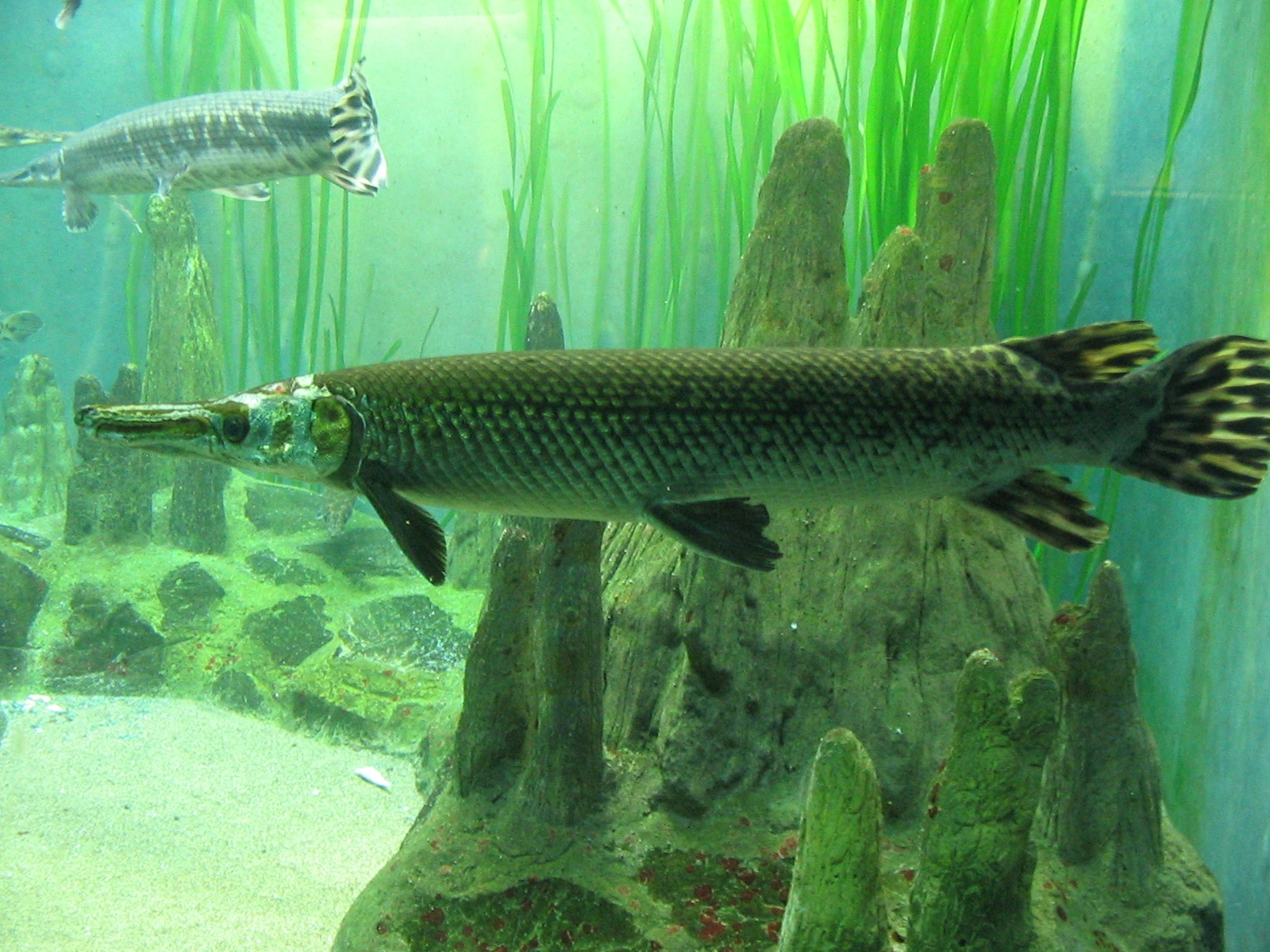
Atractosteus sp. en el Acuario Shedd.

## Órganos internos
La transición muscular es desde el corazón hacia la aorta a través de varias filas de válvulas. La cubierta dérmica trasera tiene un pliegue alargado y en espiral indistinto. Los ovarios pareados de las hembras son consecutivos en la cavidad del cuerpo, generalmente ubicados a la derecha de la aleta ventral, en la parte frontal. La vejiga natatoria es grande, rica en cámaras, bien suministrada de sangre por una amplia e intrincada red de vasos sanguíneos, se conecta a dos pares de arterias pulmonares procedentes de la parte posterior de los arcos branquiales, y al mismo tiempo al esófago, lo que les permite poder respirar aire.

## Registro fósil
Los lepisosteiformes están bien representados por un grupo muy antiguo de fósiles de peces en África y Norteamérica, la presencia de este grupo en el registro fósil se puede rastrear desde el comienzo del Cretácico inferior (edad Berriasiense) hace aproximadamente 145.5 millones de años. Los fósiles más antiguos en el área de distribución actual de los lepisosteiformes (Norteamérica) datan de aproximadamente 125 millones de años atrás.
Algunas especies extintas de probables ancestros de los lepisosteiformes modernos son Oniichthys sp., Masillosteus kelleri y Obaichthys sp. El actual género Lepisosteus tiene sus orígenes en América del Norte, América del Sur, Europa y la India durante el Cretácico y el Eoceno, el género Atractosteus tiene sus orígenes América del Norte y del Sur, África y Europa, los orígenes del género Atractosteus también datan del Eoceno, algunos de los fósiles más representativos de ese periodo, se han extraído del yacimiento fosilífero de Messel, justo de ahí salió el fósil del Atractosteus strausi.
|                                                                                            |
| Un fósil de Atractosteus strausi, en el museo Senckenberg de Fráncfort del Meno, Alemania. |

| |
| Fósil de lepisosteiforme, probablemente un Atractosteus, ejemplar expuesto en el Museo de Historia Natural de Bruselas. |

| |
| Fósil de Ararilepidotus temnurus, un lepisosteiforme extinto, ejemplar expuesto en el Museo de Historia Natural de Bruselas. |

| |
| Un fósil de Atractosteus simplex (sinónimo más moderno de Lepisosteus simplex) una especie extinta de lepisosteiforme, el ejemplar en la foto fue extraído de la formación “Green River” ubicada en los estados Wyoming y Colorado, en Estados Unidos. |

|                                              |
| Un hermoso ejemplo de un Atractosteus fósil. |

|                                           |
| Fósiles varios de Atractosteus africanus. |

| |
| Fósil de Atractosteus simplex (sinónimo más moderno de Lepisosteus simplex) extraído de la formación “Green River”, se cree que esta especie fue un depredador voraz de otras especies, este espécimen fue donado por el Dr. Lonnie Paulos al Museo de Historia Natural de Utah, en Salt Lake City, Estados Unidos. |

|                                                             |
| Fotografía de un fósil de pejelagarto en un museo de Texas. |

|                                                                                    |
| Un fósil de Atractosteus, en el Museo Senckenberg de Fráncfort del Meno, Alemania. |

|                                 |
| Fósil del Obaichthys decoratus. |

## Hábitat

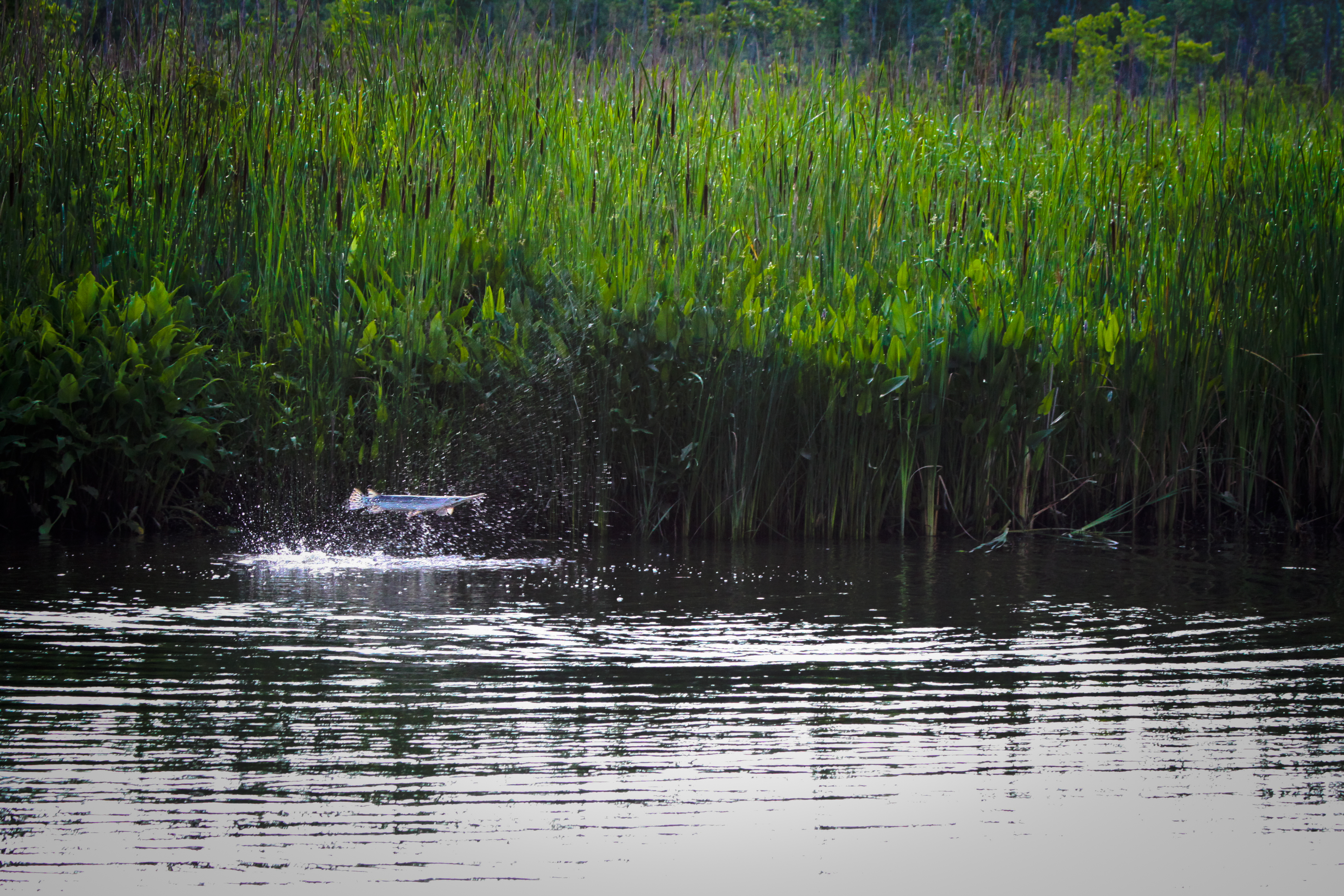
Un pejelagarto salta del agua para comer una libélula.

Son fundamentalmente peces de agua dulce, sin embargo, frecuentan las aguas salobres y costeras marinas, especialmente a lo largo de la costa de Golfo de México. Habitan cuerpos de agua con abundante vegetación acuática (Reséndez-Medina y Salvadores-Baledón 1983, Bussing 1998, Miller et al. 2005, Nelson 2006) y debido a las consecuencias de la sobreexplotación, poco conocimiento de su biología, la ignorancia sobre su importancia ecológica, las alteraciones de su hábitat y distribución actual, las poblaciones naturales han disminuido considerablemente (Bussing 1998, Aguilera et al. 2002). El desove tiene lugar por completo en agua dulce.
Aunque es capaz de movimientos rápidos, los pejelagartos son peces de cauces lentos, que nadan cerca de la superficie durante el verano, trasladándose a aguas más profundas durante el invierno. Con frecuencia se pueden ver rondando en la superficie donde se complementan sus necesidades respiratorias con oxígeno atmosférico. Todos los lepisosteiformes son predadores al acecho que se alimentan en gran medida de otros peces, pero su abanico presas es diverso, se tienen registros de que ocasionalmente se alimentan de crustáceos y aves acuáticas.

## Falsos pejelagartos

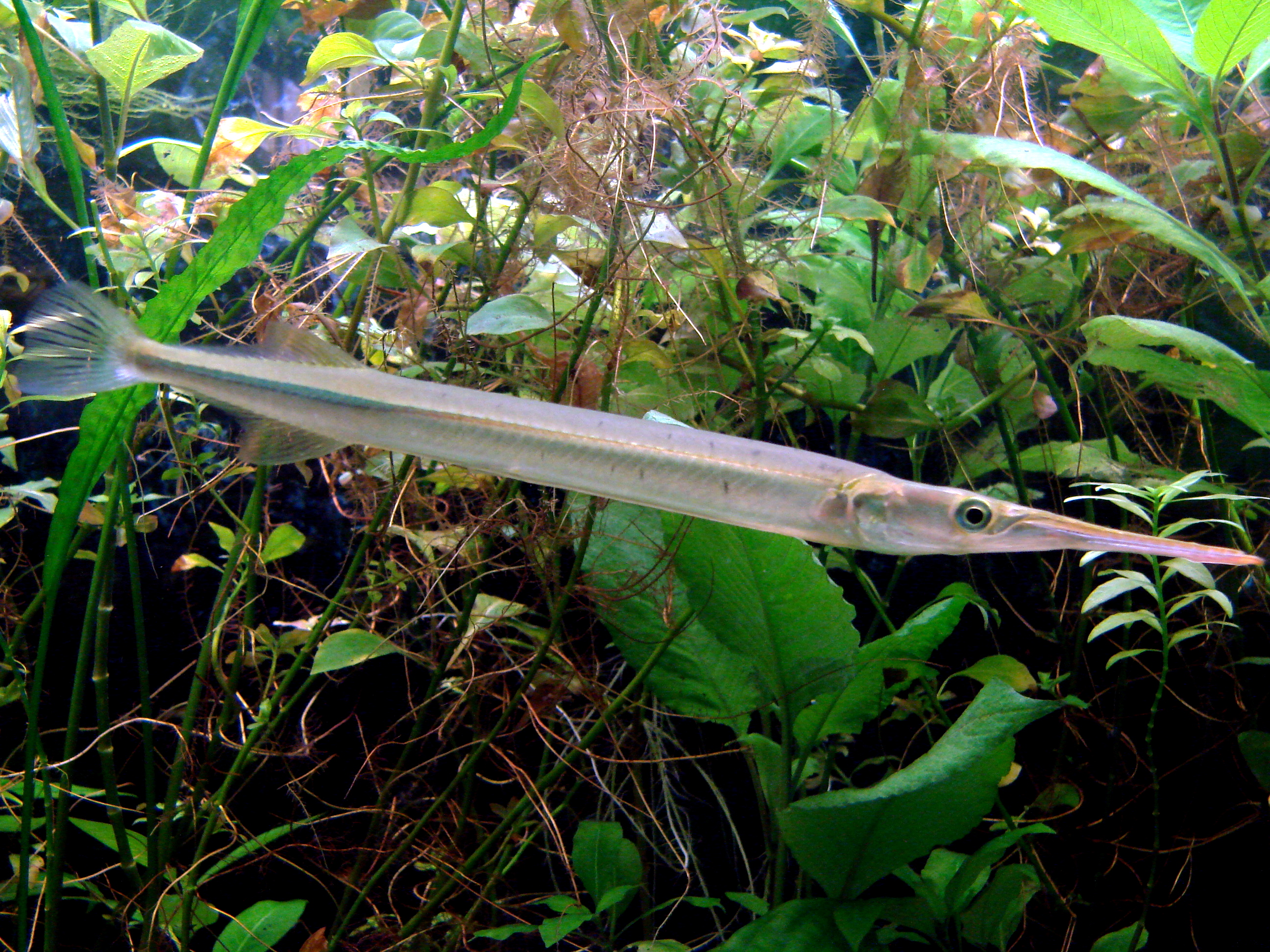
Xenentodon cancila, un ejemplo de un “falso pejelagarto”, un pez que por evolución analógica posee una apariencia (fenotipo) similar al de un lepisosteiforme por lo que puede ser fácilmente confundido.

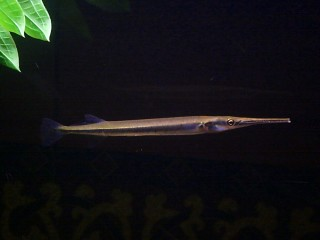
Xenentodon cancila o “falso pejelagarto”.

Existen familias con características morfológicas similares a los pejelagartos; algunas de ellas incluso llegan a estar distribuidas en la misma área y ecosistemas que los lepisosteiformes; tal es el caso de la familia Belonidae; una especie en particular, Xenentodon cancila, es fenotípicamente muy parecida a un pejelargarto, incluso llega a comerciarse en los acuarios con ese nombre. Los miembros de la familia de este pez son generalmente más pequeños que lepisosteiformes, tiene fosas nasales directamente delante de los ojos (en los lepisosteiformes las fosas nasales se ubican siempre en la punta del hocico); escamas pequeñas, delgadas, y no imbricadas, ganoideas; aletas pectorales colocadas en la parte media del cuerpo, con sus bases casi verticales (en una posición baja y casi horizontales en los lepisosteiformes); aleta caudal bifurcada y sin aletas mediales con escamas fulcrales que bordean el primer radio de la aleta.

## Pesca
Las especies que entran en aguas salobres o saladas son capturados con una variedad de artes de pesca, principalmente para el consumo local, pero tres especies son de importancia comercial:
- Atractosteus spatula, a lo largo de la costa de Texas hasta la costa del estado de Tamaulipas, México, donde se captura generalmente en redes de enmalle.
- Atractosteus tropicus, Nativo del Sureste Mexicano (sur de Veracruz, Tabasco, Campeche y Chiapas) y de Guatemala, Belice, El Salvador, Nicaragua y Costa Rica.
- Atractosteus tristoechus, que es de valor comercial en Cuba. Aparte de la carne, las escamas se usan para joyería y otros objetos de decoración. Y se dispone de varios informes sobre la toxicidad de los huevos para los seres humanos.[11]

## Diversidad

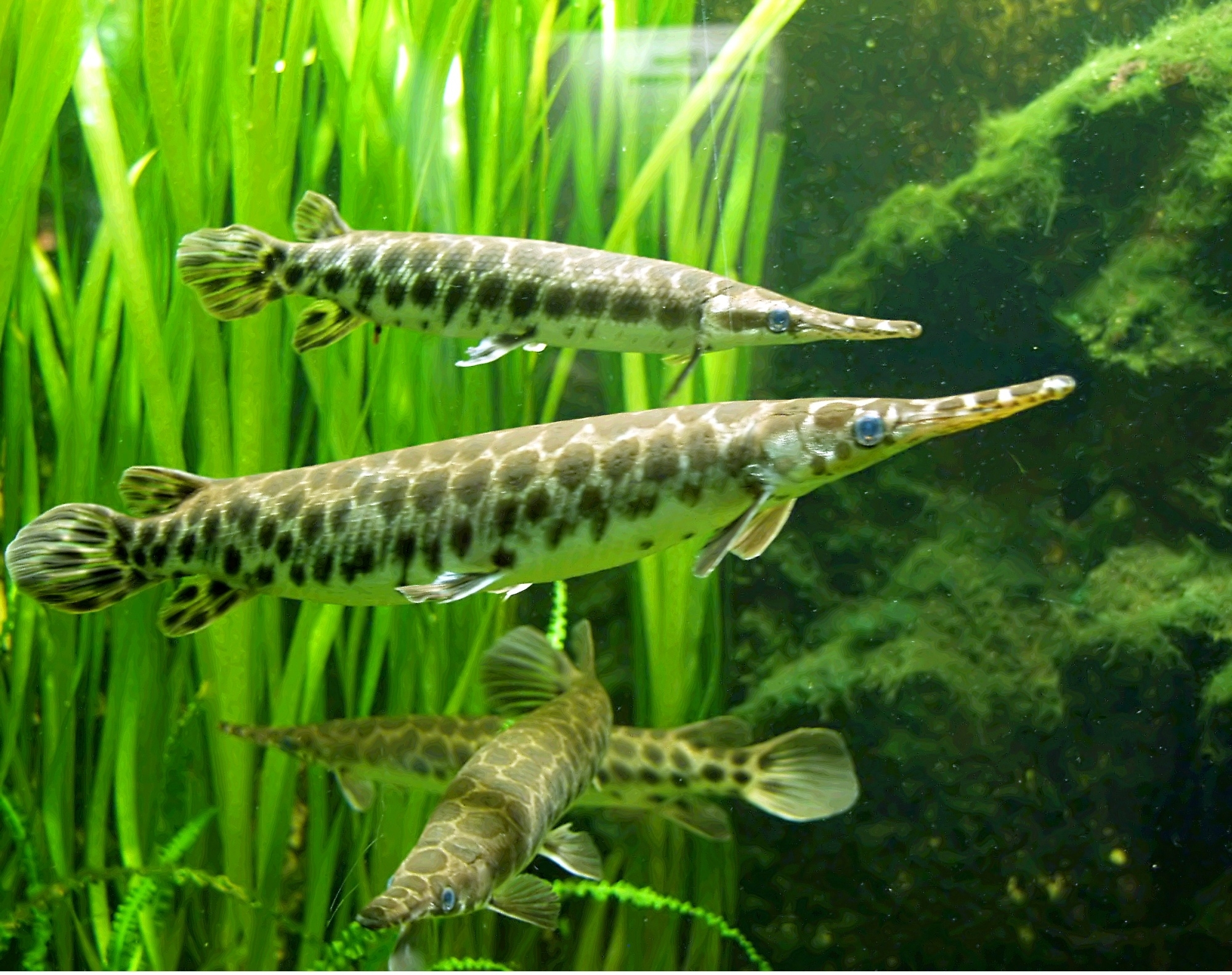
Un grupo de Lepisosteus oculatus en un acuario.

Hay solo dos géneros en la actualidad: Los Atractosteus, que tienen el cuerpo pesado, dos filas de caninos cuando son adultos y las agallas muy decoradas. Los Lepisosteus son más esbeltos, tienen una sola fila de caninos y unas agallas sencillas.
Género: Atractosteus:
- Atractosteus spatula
- Atractosteus tristoechus
- Atractosteus tropicus

Género: Lepisosteus:
- Lepisosteus oculatus
- Lepisosteus osseus
- Lepisosteus platostomus
- Lepisosteus platyrhincus

## Biología
Existen pocos estudios sobre la biología básica de los lepisosteiformes, solo se saben los aspectos más importantes que ha permitido el cultivo de solo algunas especies p.e. A. tropicus (Reséndez-Medina y Salvadores-Baledón 1983, Contreras-Sánchez y Alemán 1987, Chávez-Lomeli et al. 1989, Bussing 1998, Márquez-Pérez 1998, Márquez 2000, Contreras-Sánchez et al. 2004, Miller et al. 2005, Márquez et al. 2006, Nelson 2006, Vázquez-Gamas 2008) y prácticamente se desconoce la importancia ecológica de la mayoría de las especies.

## Sistemática basada en caracteres morfológicos
En las primeras clasificaciones, los pejelagartos estuvieron incluidos por largo tiempo junto con el primitivo “pez amia” (Amia calva), actualmente se ha encontrado que los ancestros comunes de los lepisosteiformes y otros taxones extintos en el mismo estadio de desarrollo, pertenecen a un grupo parafilético; el de lo holósteos (Holostei).
Hoy en día los lepisosteiformes se consideran más cercanos a los “osteíctios” (osteichthyes). Por otra parte, los lepisosteiformes eran (y siguen siendo en algunas publicaciones científicas no actualizadas) incorrectamente incluidos en el orden de los Semionotiformes junto con dos familias extintas de peces; Semionotidae y Dapedidae Posteriormente se estableció el origen parafilético de los taxones incluidos en el orden Semionotiformes por lo que se determinó era un grupo artificial (no-natural, sin fundamento evolutivo) y se le considera actualmente como inválido.
En clasificaciones más recientes, se ha establecido que los pejelagartos pertenecen al orden de los Lepisosteiformes, que incluye además de los pejelagartos más recientes evolutivamente y a la extinta familia Obaichthyidae.
Por lo que los lepisosteiformes, quedan en una rama independiente dentro de la subclase de Neopterygii (que es el grupo hermano de los Chondrostei), mientras que (Amia calva) (Amiiformes) y los peces óseos verdaderos o teleósteos (Teleostei) comparten un mismo clado.

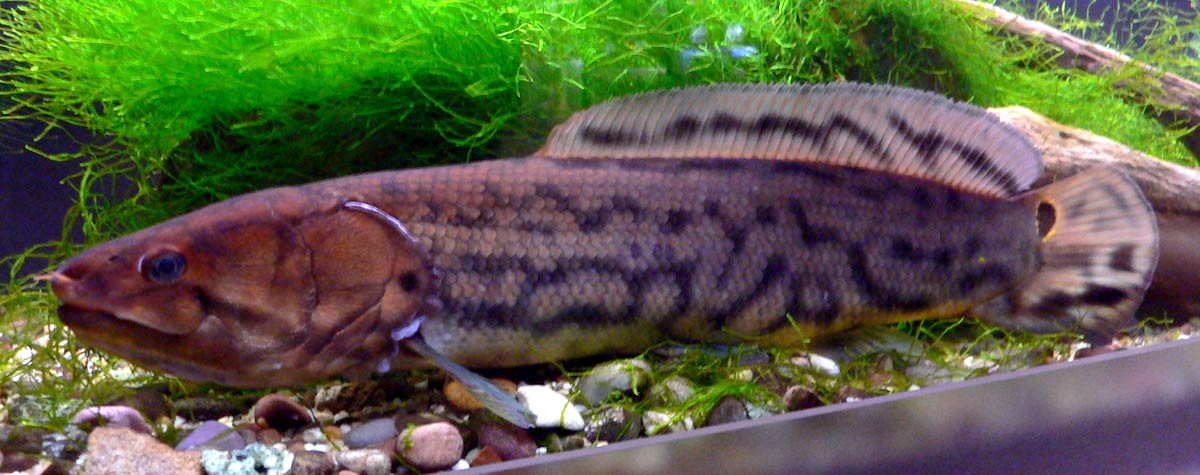
El pez amia (Amia calva) ha sido considerado como el pariente vivo más cercano de los lepisosteiformes. Actualmente se sabe que está más estrechamente relacionado con los peces óseos u osteíctios, aun así, esta especie comparte algunas notorias sinapomorfias con los pejelagartos.

## Reproducción
La reproducción se lleva a cabo exclusivamente en agua dulce. La mayoría de los pejelagartos se aparean entre abril y principios de junio. En Norteamérica, las especies de pejelagartos con distribuciones más al norte, se reproducen a comienzos de mayo hasta mediados de junio en aguas poco profundas, con rica vegetación y de agua con bajo caudal.
Una sola hembra grande puede desovar con varios machos pequeños. Los huevos son de color verde, tóxicos y muy pegajosos, estos se adhieren a la superficie de las plantas acuáticas, troncos o piedras sumergidas. Una vez ocurre la eclosión, nacen larvas lecitotróficas con capacidad de dispersión limitada y que no son capaces de alimentarse en su estadía en el plancton, por lo que viven a expensas de su reserva de vitelo hasta la convertirse en alevines, las larvas permanecen adheridas a los troncos de la vegetación mediante una especie de órgano adhesivo ubicado en su vientre, este órgano adhesivo desaparece a las pocas semanas de alimentarse activamente.
Al absorberse el saco vitelino, las larvas desarrollan un filamento que se extiende la aleta caudal que sirve como protección contra los depredadores que se acercan por detrás. Son de crecimiento rápido y pronto mostrarán la larga mandíbula típica. Durante las primeras semanas de vida, permanecen muy cerca de la vegetación acuática, hasta que son capaces de cazar por sí mismas y alcacen un tamaño considerable para alejarse de sus refugios.

## Alimentación
Son depredadores oportunistas e ictiófagos estrictos, que capturan a los peces utilizando sus mandíbulas alargadas con un movimiento rápido. Incluso y de manera ocasional pueden atrapar pájaros pequeños y crustáceos de río (como los langostinos del género Macrobrachium) en los estuarios donde habitan.

## Pesca deportiva / Crianza en cautiverio

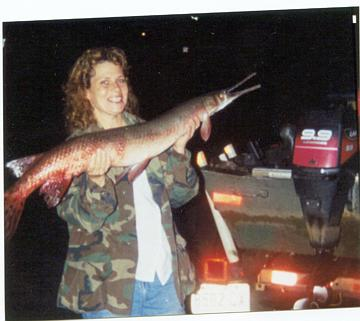
El pejelagarto es una especie popular para la pesca deportiva en Canadá y los Estados Unidos.

Las especies grandes de lepisosteiformes son preferidas por ciertos grupos de pescadores deportivo-recreativos, su carne es apreciada en el sur de Estados Unidos, México, Cuba y Costa Rica. En los Estados Unidos existe una pesca comercial del A. spatula y del L. osseus. En el estado de Tabasco, en México (con la sp. A. tropicus) y en Cuba (con la sp. A. tristoechus), existen laboratorios para la crianza de larvas de las especies de lepisosteiformes locales, que proveen a granjas de cultivo y a distribuidores de peces de acuario con crías para su engorda o cuidado en cautiverio.

## Importancia cultural

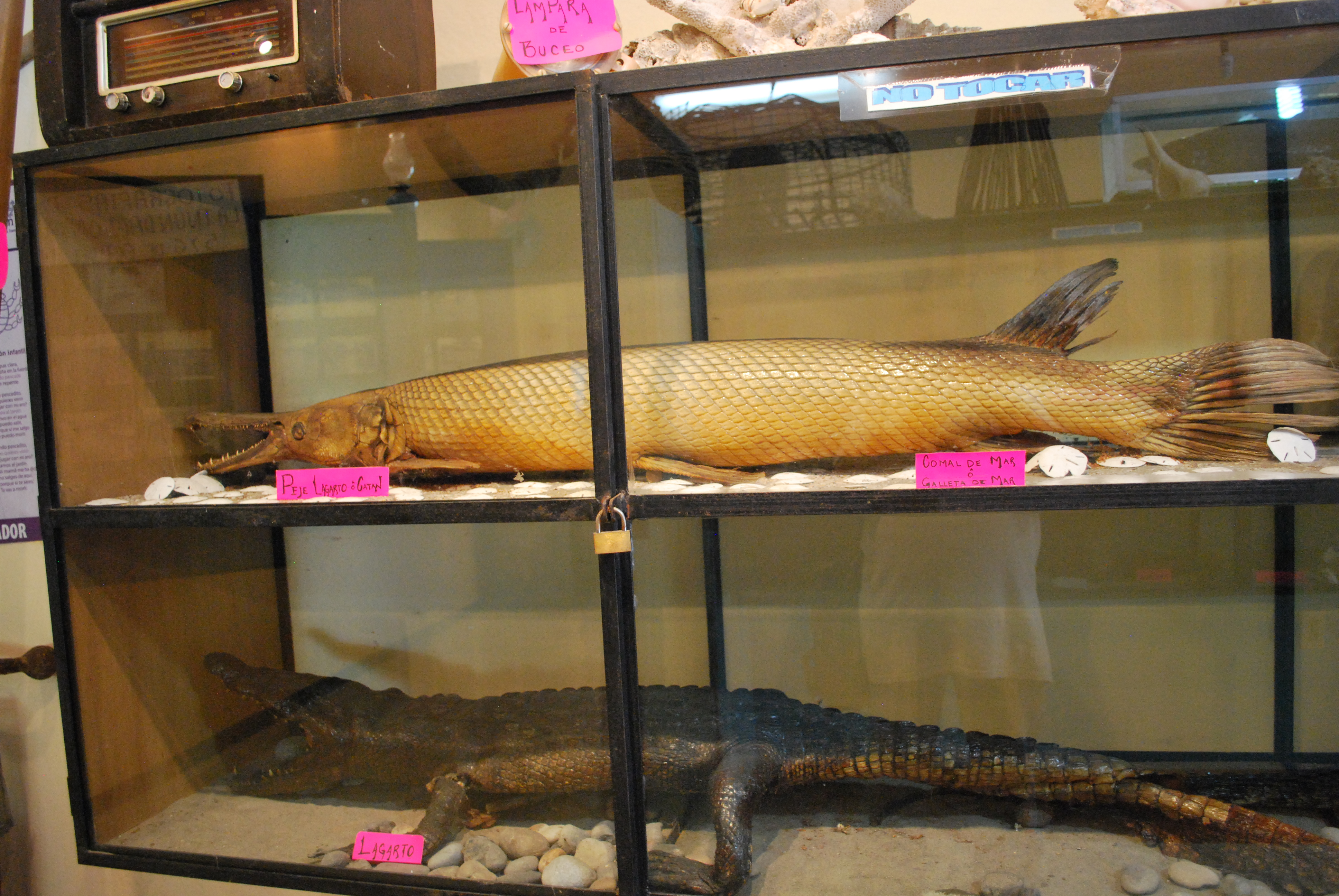
Un ejemplar de pejelagarto Atractosteus tropicus disecado para fines didácticos para el Museo Marino de Tecolutla, Veracruz.

La carne de pejelagarto es comestible, siendo parte importante de la gastronomía del estado mexicano de Tabasco; Pudiéndose encontrar en los grandes mercados de peces del centro del país, como en el mercado de “La Viga” en la Ciudad de México o en el “Mercado del Mar” de la ciudad de Guadalajara en el estado Jalisco.[cita requerida]
Se sabe que es consumido con frecuencia en las distintas ciudades que bordean el cauce del río Misisipi en Estados Unidos. También es un plato conocido en Cuba y Costa Rica. [cita requerida]
A pesar de que su carne es considerada por muchos una delicadez, sus huevos, a diferencia de los del esturión (caviar), están clasificados como altamente tóxicos para los seres humanos.
Dada su belleza y atractivo como depredadores acuáticos, varias de las especies existentes son comercializadas como peces de ornato para acuarios, algunos de estos ejemplares pueden alcanzar elevados precios en exposiciones de acuariofilia.
La piel dura y escamas son utilizadas con diferentes fines por distintas culturas. En la ciudad de Villahermosa, México, se suelen vender como recuerdo ejemplares disecados de pejelagarto (Atractosteus tropicus), también es un plato muy representativo de la gastronomía de Tabasco.
No se sabe mucho respecto la función precisa que tenían los pejelagartos en las culturas precolombinas de Norteamérica y Sudamérica, pero en Norteamérica los miembros de las etnias nativas Creek y Chickasaw, además de usar prendas (jorería) realizadas a partir de escamas de pejelagarto, practican danzas rituales de los Pejelagartos. Los nativos norteamericanos usaban las escamas afiladas como puntas de flecha, los nativos de distintas islas caribeñas utilizan la piel para curtirla y confeccionar con ellas resistentes corazas, petos o armaduras y en algunos puntos de sureste de los Estados Unidos (Luisiana), los pioneros norteamericanos cubrieron sus arados con piel de pejelagarto.
|                                                                                            |
| Pejelagarto asado, servido con tortilla al mojo de ajo, cebolla y salsa de chile amashito. |

|                               |
| Pejelagarto asado en un palo. |

|                         |
| Pejelagarto en chirmol. |

| |
| Pejelagarto asado. Nótese que para llegar a la carne es necesario retirar un fragmento de la cubierta del cuerpo. |